# Ivankivți, Lanivți
Ivankivți (în ucraineană Іванківці) este o comună în raionul Lanivți, regiunea Ternopil, Ucraina, formată numai din satul de reședință.

## Demografie
Componența lingvistică a comunei Ivankivți
     Ucraineană (99,84%)
Conform recensământului din 2001, majoritatea populației comunei Ivankivți era vorbitoare de ucraineană (99,84%), existând în minoritate și vorbitori de alte limbi.